# ドレスデン鋼索鉄道
ドレスデン鋼索鉄道（ドレスデンこうさくてつどう、英: Dresden Funicular Railway、独: Standseilbahn Dresden）は、ドイツ連邦共和国ザクセン州ドレスデンにある青い奇跡の橋に近いロシュヴィッツ地区とヴァイサー・ヒルシュを結ぶケーブルカーである。
当鉄道は、ドレスデンにある2つの鋼索鉄道の1つであり、他には珍しい懸垂式モノレールである空中鉄道ドレスデンがある。
両方の路線は、ドレスデン交通企業体 (DVB) によって運営されており、市内のトラム、バスおよびフェリーの交通網も運営している。

## 歴史

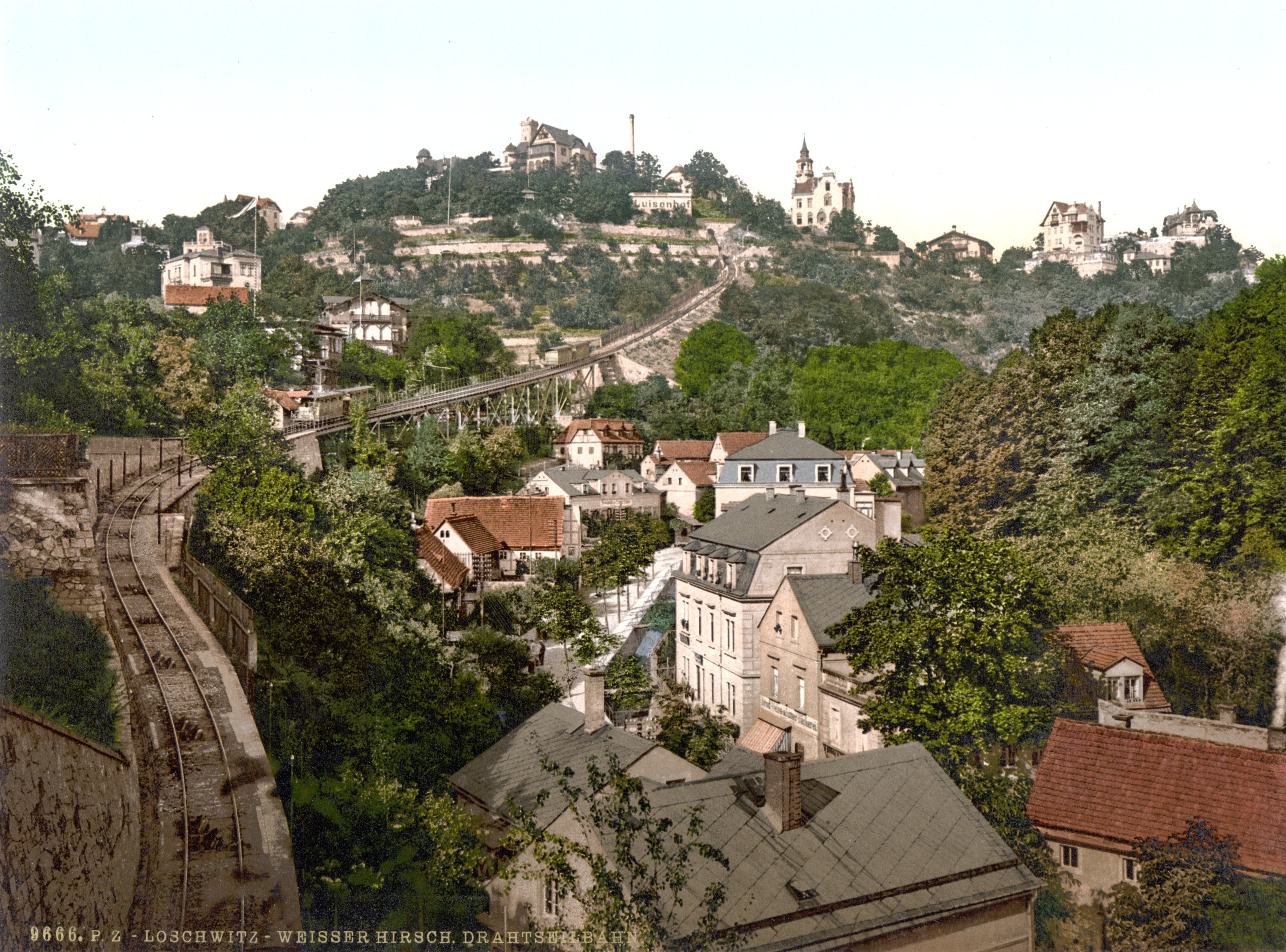
1910年（明治43年）の路線

路線の建設が、1873年（明治6年）以降に検討および計画されたが、当鉄道を建設するための許可が1893年（明治26年）まで交付されなかった。
当鉄道は、1895年（明治28年）10月26日に開業し、当初は蒸気機関によって走行していた。
1910年（明治43年）に、路線が電気で走行するように変更されており、1912年（明治45年/大正元年）には、その運営がドレスデン市電へ移管され、その後継者によって運営されている。
1945年（昭和20年）2月13日のドレスデン爆撃の間に、鋼索鉄道の下の駅が破壊された。
しかしながら、路線の車両は安全のために、路線のトンネルに移動されていたため、車両は生き残った。
大規模な改装は、1978年（昭和53年）および1993年（平成5年）に行われた。
2014年（平成26年）1月6日に、路線は車両および路線の両方の大規模改修のために、再び閉鎖された。
改修は、同年4月までに完了し、費用が35万ユーロ (€) 掛かると予想されている。

## 運行

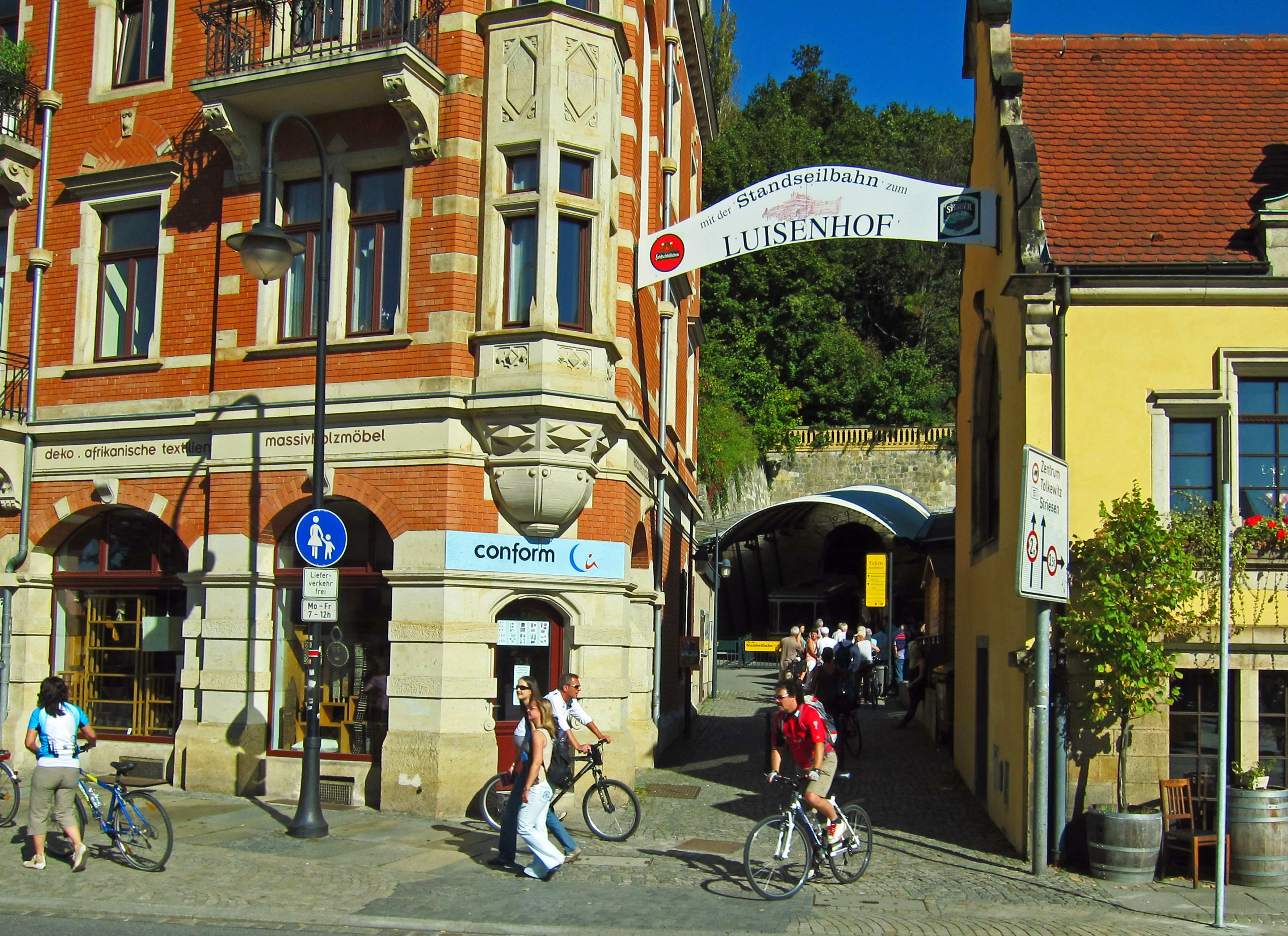
下の駅への入口

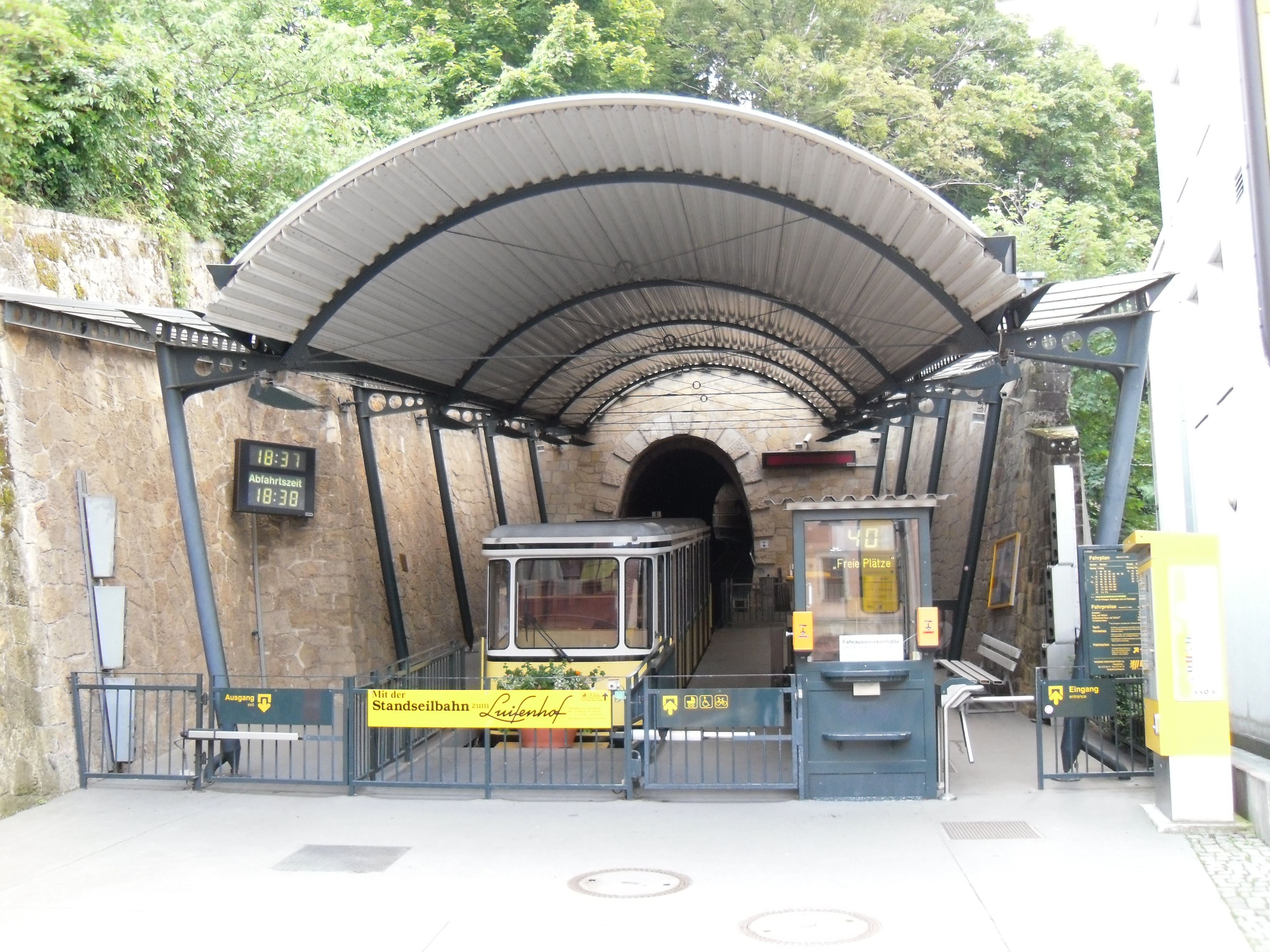
下の駅

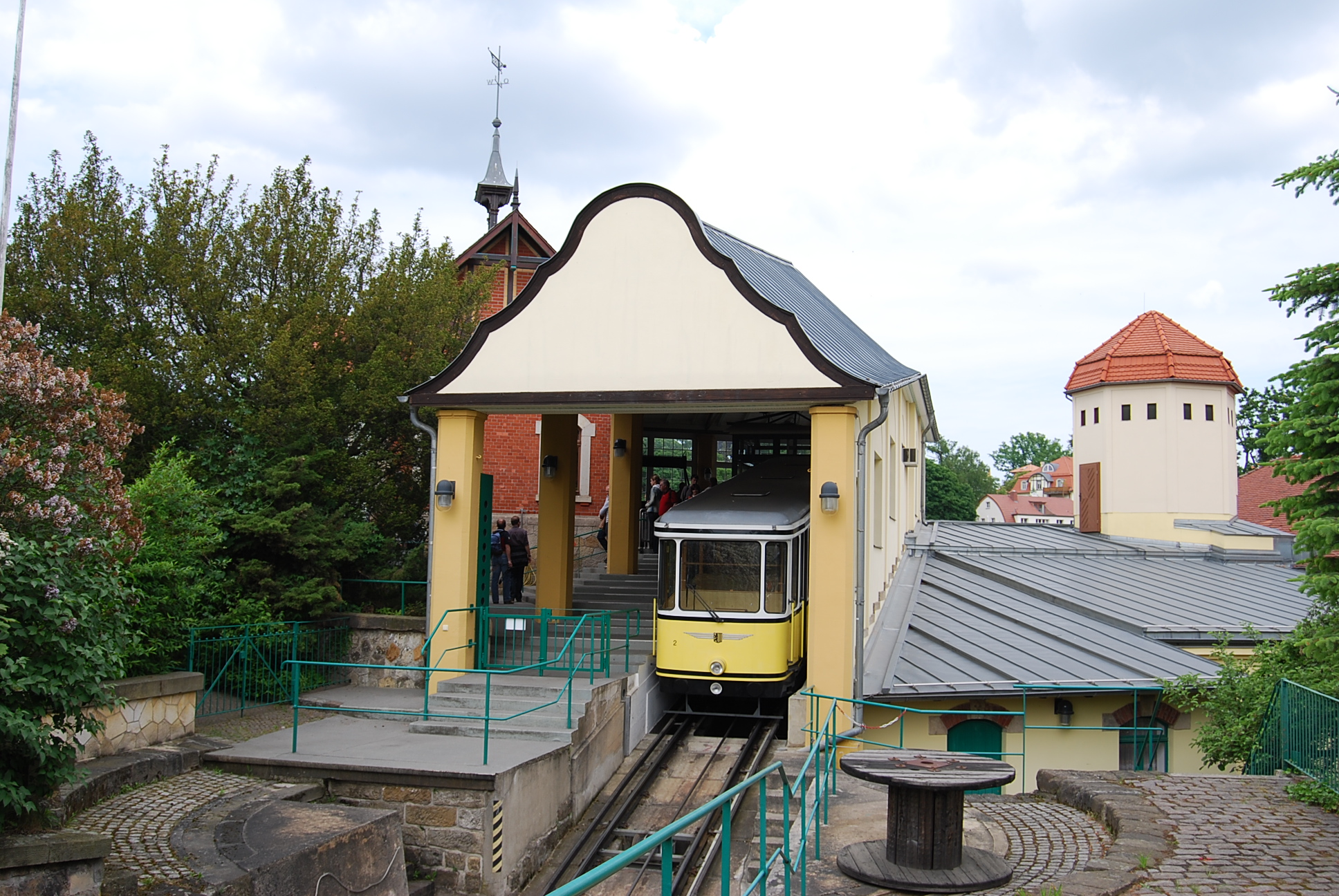
上の駅

鋼索鉄道は、平日の6:30 - 21:00、週末および祝日の9:00 - 21:00に運行されている。
営業時間中は、各方向に毎時4 - 6本の運行がある。
路線の諸元は以下の通り：
| 車両数   | 2                                                                              |
| 停留所数 | 2                                                                              |
| 構成     | 途中行違い線あり単線                                                           |
| 動力方式 | 電力                                                                           |
| 軌道延長 | 547 m                                                                          |
| 高低差   | 94 m                                                                           |
| 最大勾配 | 29 %                                                                           |
| 軌間     | 1,000 mm                                                                       |
| 速度     | 5 m/s                                                                          |
| 所要時間 | 5 分                                                                           |
| 定員     | 60人/車両、1方向当たり630人/時間                                               |
| トンネル | 2ヶ所 ブルクベルク (Burgberg)：96 m プリンセス・ルイザ (Prinzess Louisa)：54 m |
| 高架橋   | 102 m                                                                          |